# Rak trebušne slinavke
Rak trebušne slinavke je vrsta rakave bolezni, ki vznikne iz celic trebušne slinavke (pankresa) ter se nenadzorovano širi in tvori maligno novotvorbo. Lahko se širi v druge dele telesa. Obstaja več vrst raka trebušne slinavke, med katerimi je najpogostejši adenokarcinom, ki predstavlja okoli 85 % vseh primerov in zato se občasno izraz rak trebušne slinavke uporablja kar sopomensko z adenokarcinomom trebušne slinavke. Adenokarcinom vznikne v predelu organa, ki izloča prebavne encime. Več drugih vrst raka trebušne slinavke, ki predstavljajo skupno večino preostalih oblik tega raka, prav tako vznikne iz eksokrinih celic. Okoli 1 do 2 % primerov rakov trebušne slinavke pa predstavljajo nevroendokrini tumorji, ki vzniknejo iz nevroendokrinih celic trebušne slinavke. Nevroendokrini tumorji so praviloma manj agresivni kot adenokarcinomi.
Znaki in simptomi adenokarcinoma trebušne slinavke zajemajo zlatenico, bolečine v trebuhu ali v hrbtu, svetlo obaravanost iztrebkov, temen seč in neješčnost. Simptomi se v zgodnjih stadijih bolezni običajno ne pojavljajo; značilni simptomi, ki vzbudijo sum na raka trebušne slinavke, se pogosto pojavijo šele pri napredovali bolezni. Zato je ob diagnozi rak pogosto že razsejan v druge dele telesa.
Redko se pojavi pred 40. letom starosti, več kot polovica vseh primerov adenokarcinoma trebušne slinavke pa se pojavi pri ljudeh, starejših od 70 let. Med dejavnike tveganja spadajo kajenje, debelost, sladkorna bolezen in določene redke genetske predispozicije. Okoli 25 % primerov raka trebušne slinavke je povezanih s kajenjem, 5 do 10 % pa z genetsko dovzetnostjo. Bolezen se običajno diagnosticira s pomočjo kombinacije slikovne preiskave (na primer z ultrazvokom ali računalniško tomografijo), krvnih izvidov ter preiskave vzorca tkiva z biopsijo. Bolezen razvrščajo v stadije glede na napredovalost, od zgodnjega (stadij I) do poznega (stadij IV). Presejanje splošne populacije se ni izkazalo za učinkovito.
Manjše tveganje za raka trebušne slinavke imajo nekadilci ter ljudje, ki vzdržujejo zdravo telesno težo in se izogibajo prekomernemu uživanju rdečega in predelanega mesa. Prenehanje kajenja zmanjša tveganje za pojav raka trebušne slinavke, po 20 letih po prenehanju kajenja pa je tveganje enako kot pri nekadilcih. Zdravljenje poteka operativno, s kemoterapijo, paliativno oskrbo ali kombinacijo le-teh. Na možnosti zdravljenja vpliva napredovalost bolezni. Edina oblika zdravljenja, ki lahko ozdravi bolnika z adenokarcinomom trebušne slinavke, je kirurški poseg, lahko pa se opravi tudi za zvišanje kakovosti življenja pri bolnikih, pri katerih popolna ozdravitev ni mogoča.  V nekaterih primerih je potrebno protibolečinsko zdravljenje ter lajšanje težav s prebavo. Zgodnja paliativna oskrba se priporoča tudi pri bolnikih, ki prejemajo zdravljenje z namenom ozdravitve bolezni.
Rak trebušne slinavke je sedma najpogostejša oblika raka v Evropi ter četrti najpogostejši vzrok smrti zaradi raka. Adenokarcinom trebušne slinavke ima običajno zelo slabo prognozo; po diagnozi bolezni okoli 25 % bolnikov preživi eno leto in le 5 % bolnikov preživi pet let. Ob zgodnji diagnozi je prognoza boljša in petletno preživetje znaša okoli 20 %. Prognoza nevroendokrinih tumorjev je ugodnejša in petletno preživetje po njihovi diagnozi znaša okoli 65 %, je pa močno odvisno tudi od podtipa bolezni.

## Znaki in simptomi
Zgodnji klinični znaki raka trebušne slinavke so nejasni in se najpogosteje kažejo kot neješčnost, hujšanje, neugodje v trebuhu in slabost. Nespecifičnost simptomov v zgodnjem obdobju bolezni je pomemben vzrok pogosti pozni diagnozi. Značilni simptomi se običajno razvijejo šele takrat, ko prične tumor vraščati v sosednje organe ali ko povzroči zaporo v trebušni slinavki. Pri tumorjih, ki se nahajajo v glavi trebušne slinavke, je zlatenica zaradi zapore pankreasovega voda prvi znak
bolezni. Zapora pankreasovega voda in skupnega žolčevoda lahko povzroči tudi zmerno bolečino. Močnejšo bolečino lahko povzroči vraščanje tumorja v splanhnične živce in retroperitonej. Zapora dvanajstnika s slabostjo in bruhanjem je pozni znak bolezni.
Simptome lahko povzročajo tudi zasevki v druge dele telesa. Adenokarcinom trebušne slinavke pravilo najprej zaseva v bližnje bezgavke in se nato razširi v jetra, peritonealni prostor, debelo črevo ali pljuča. Zasevki v kosteh in možganih so redki.
Rak trebušne slinavke je lahko tudi sekundarni rak, ki se je razširil iz drugega dela telesa, vendar je to redko in predstavlja le 2 % primerov. Najpogosteje v trebušno slinavko zaseva rak ledvice, sledijo rak debelega črevesa in danke, melanomi, rak dojke in pljučni rak.

## Zdravljenje
Če je bolnik primeren za operativno zdravljenje, je osnova zdravljenja kirurški poseg, ki mu sledi dopolnilno kemoterapevtsko zdravljenje, ne glede na to, ali je tumor operativno v celoti odstranjen ali ne. Pri metastatski bolezni poteka zdravljenje s kemoterapijo, v določenih primerih tudi z dodatkom tarčnega zdravila. Obsevanje bolnikov po operaciji zaradi raka trebušne slinavke tudi z visokimi odmerki ne daje zaželenih učinkov. Poleg specifičnega onkološkega zdravljenja je pri raku trebušne slinavke pogosto potrebno simptomatsko zdravljenje, s katerim se preprečijo ali zmanjšajo simptomi zaradi napredovale bolezni. Tudi če je tumor operativno v celoti odstranjen, se rak trebušne slinavke pogosto ponovi.